# Alexandermozaïek

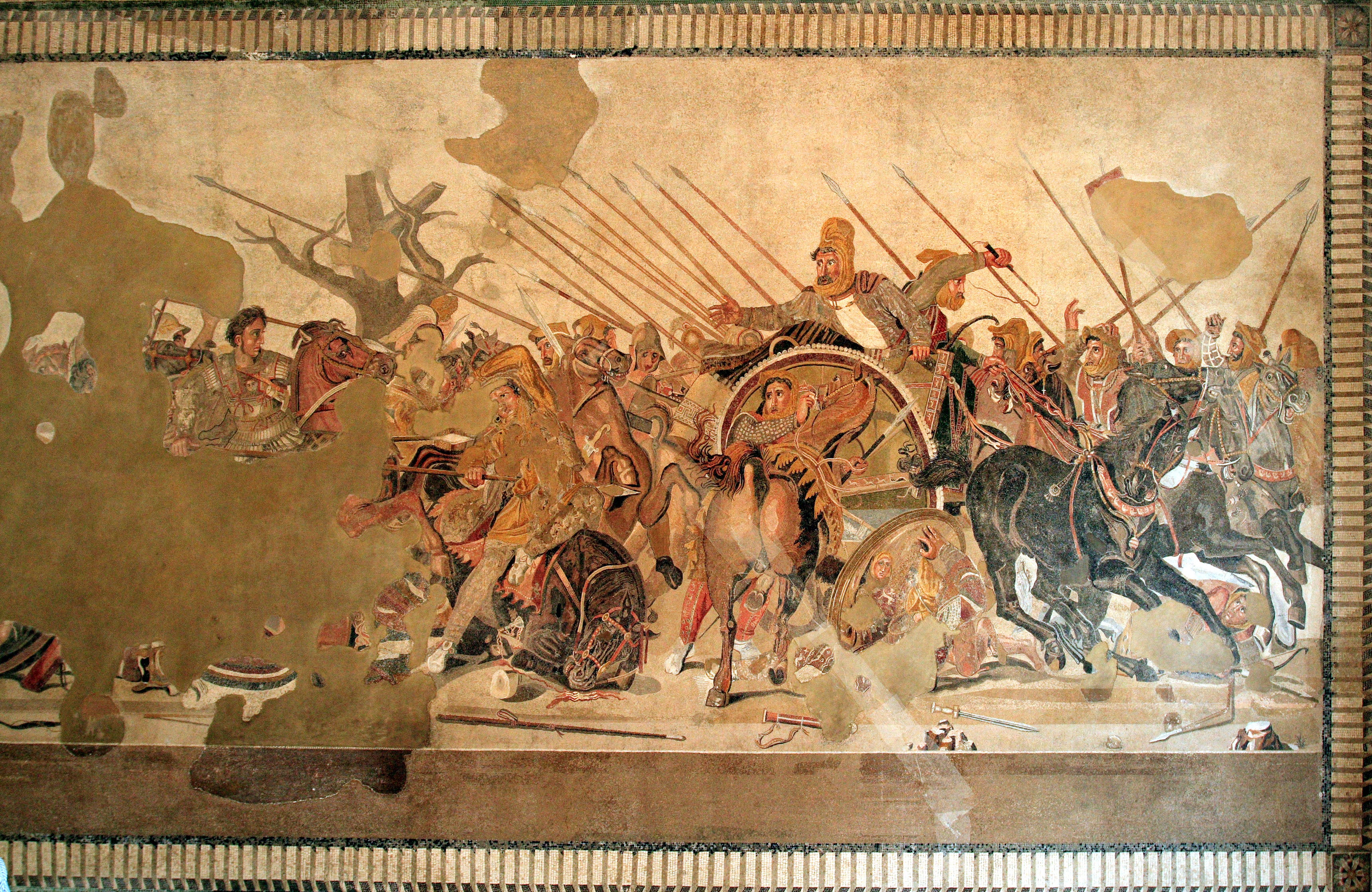
Alexandermozaïek met links Alexander de Grote en rechts Darius III.

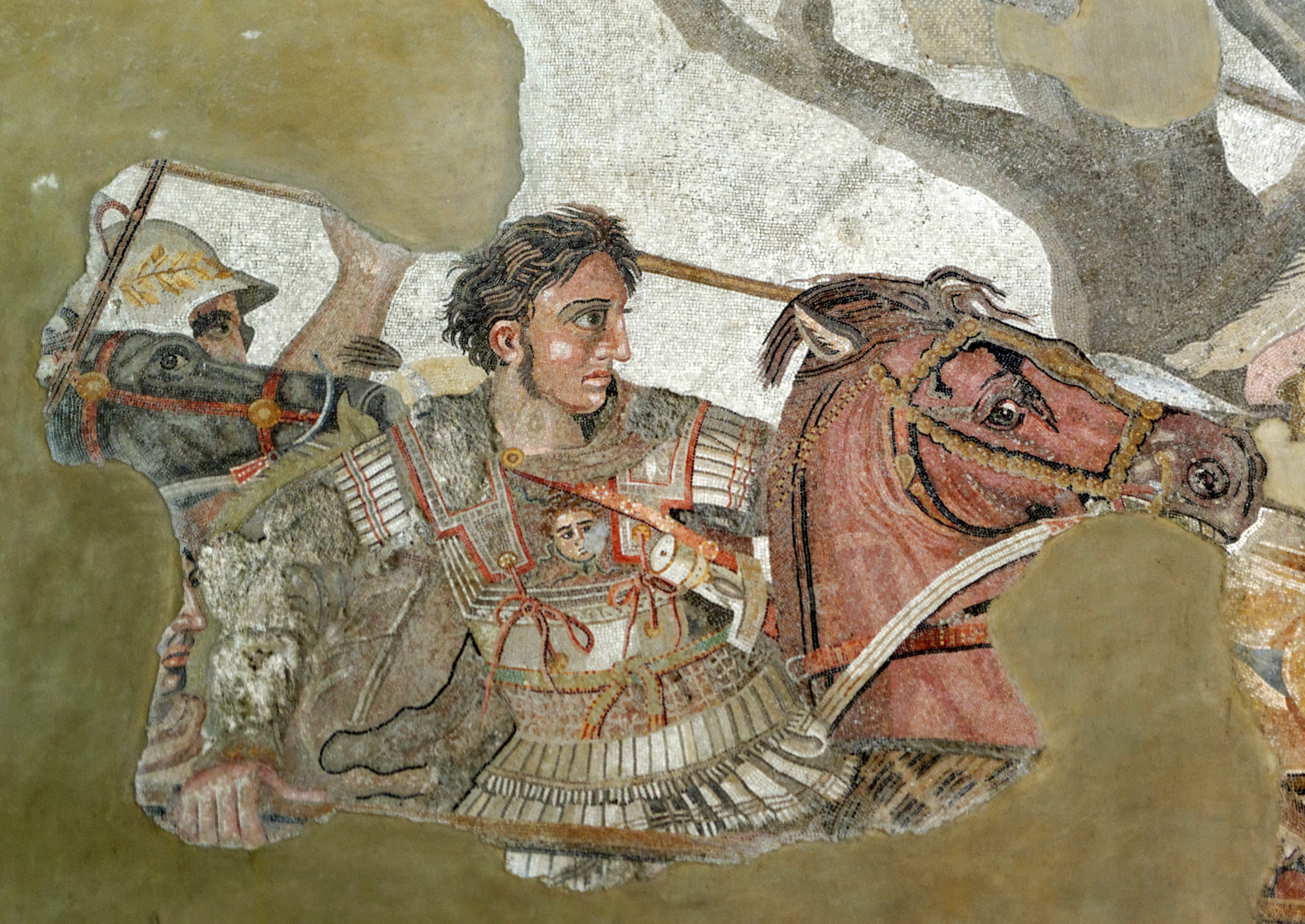
Detail van het mozaïek, waarop Alexander te zien is.

Het Alexandermozaïek is een zeer bekend vloermozaïek uit ongeveer 100 v.Chr., dat werd gevonden in het Huis van de Faun in Pompeï. Het mozaïek toont een gevecht tussen de legers van Alexander de Grote en Darius III, en heeft een afmeting van 5,82 bij 3,13 meter.

## Afbeelding
Het is niet precies bekend welk gevecht afgebeeld wordt op het mozaïek. Zowel de Slag bij Issus in 333 v.Chr. als de Slag bij Gaugamela in 331 v.Chr. voldoet aan wat er op het mozaïek te zien is. De afbeelding is mogelijk een kopie van ofwel een schilderij gemaakt door Apelles of een verloren fresco uit de late 4e eeuw v.Chr.. De afbeelding vertoont grote gelijkenissen met het reliëf op de Alexandersarcofaag.
Hoewel het mozaïek deels beschadigd is, zijn Alexander en Darius nog duidelijk herkenbaar. De afbeelding van Alexander is een van de bekendste van hem. Op zijn borstplaat staat Medusa afgebeeld. Hij ziet eruit alsof hij zich zonder enige aarzeling in het gevecht stort. Darius wordt op het mozaïek afgebeeld in een strijdwagen, en ziet eruit alsof hij zijn troepen wanhopig commandeert.
Darius' broer Oxyathres staat ook op het mozaïek. Hij offert zich op om de koning te redden.

## Geschiedenis
Het mozaïek is gemaakt van ongeveer 1,5 miljoen kleine gekleurde steentjes (tesserae), die in golvende lijnen zijn geordend. Het mozaïek is zeker voor een privé-woning uit die tijd behoorlijk gedetailleerd, en is vermoedelijk gemaakt in opdracht van een rijke familie. Een andere theorie is dat het mozaïek oorspronkelijk uit Griekenland komt, en buit is gemaakt bij plunderingen door de Romeinen.
Het mozaïek werd ontdekt in Pompeï op 24 oktober 1831. In september 1843 werd het overgebracht naar Napels, waar het nu nog steeds wordt bewaard in het Museo Archeologico Nazionale.
In 2003 kwam het Internationaal Centrum voor Studie en Onderwijs van het mozaïek uit Ravenna met het plan om een kopie van het mozaïek te maken. Na toestemming te hebben verkregen maakte mozaïekkunstenaar Severo Bignami samen met een team van acht mensen foto’s van het origineel, waarna aan de hand hiervan een kopie werd gemaakt uit 44 kleiframes. Het project duurde 22 maanden. De kopie is nu te zien in Pompeï in het Huis van de Faun.